# Elmira (Californie)
Pour les articles homonymes, voir Elmira.
Elmira est une census-designated place du comté de Solano, dans l'État de Californie, aux États-Unis,. En 2020, elle compte une population de 193 habitants.